# Dzidzio
Dzidzio è stato un gruppo musicale ucraino formatosi nel 2009 e scioltosi nel 2024.

## Storia del gruppo
I Dzidzio hanno esordito nell'industria discografica con l'album in studio Cha-cha-cha (2012). Sono saliti alla ribalta col successo radiofonico Meni povezlo (2013), arrivato nella top ten ucraina, che ha fatto guadagnare al gruppo una nomination agli YUNA.
Hanno successivamente ottenuto un secondo ingresso nella top ten nazionale con Ja ïdu do mamy, per poi ricevere un M1 Music Award per la clip di Susidy. Anche 108 (2016) ha scalato la classifica ucraina fino a raggiungere la top ten ucraina.
Čekaju. C'om (2017), in collaborazione con Olja Cybul's'ka, si è fermata in cima alla graduatoria nazionale; il brano è stato in seguito incluso nella raccolta Super-Super (2018). La stessa contiene un'altra traccia dal moderato successo, Vychidnyj.

## Formazione
Ultima
- Mychajlo Choma – voce (2009-2024)
- Orest Halyc'kyj – cori, chitarra (2016-2024)
- Volodymyr Huljak – cori, tastiere (2017-2024)
- Serhij Huljak – tamburo (2017-2024)

Ex componenti
- Oleh Turko – cori, chitarra (2009-2016)
- Nazarij Huk – cori, tastiere (2012-2017)

## Discografia

### Album in studio
- 2012 – Cha-cha-cha

### EP
- 2015 – Dance

### Raccolte
- 2014 – Dzidzio Hits
- 2018 – Super-Super

### Singoli
- 2013 – Susidy
- 2013 – Meni povezlo
- 2013 – Ja i Sara
- 2013 – Das ist gut fantastisch
- 2013 – Staryj rik mynaje
- 2014 – 3 v 1
- 2014 – Pavuk
- 2015 – Ja cie kocham (feat. Anatolij Dolesko)
- 2015 – Ja ïdu do mamy
- 2016 – Marsik
- 2016 – Ptachopodibna
- 2016 – 108
- 2017 – Ne matjukajsja
- 2017 – Banda-banda
- 2017 – Rozluk ne bude (feat. Ivan Popovyč)
- 2017 – Čekaju. C'om (con Olja Cybul's'ka)
- 2017 – Vychidnyj
- 2018 – Moja ljubov
- 2019 – Mučenyci (con le HighUp5)
- 2019 – Ja milioner
- 2020 – Ja ljublju tebe, Kyïv
- 2020 – Molytva za Ukraïnu
- 2020 – Kycja (con Olja Cybul's'ka)
- 2020 – Himn Ukraïny
- 2020 – Zymova kazka
- 2021 – Ščaslyvi ljudy (con Ol'ha Poljakova)
- 2022 – To moje more